# カール・フォン・ヴェークマン
オスカー・カール・フォン・ヴェークマン（Oskar Carl von Weegmann, 1879年1月15日 - 1960年5月5日）は、日本文化研究者。日本において長らくドイツ語教育に尽力する一方、ドイツへの日本文化の紹介に努めた。OAG（ドイツ東洋文化研究協会）会長。

## 生涯
ハイデルベルク大学とミュンヘン大学で美術文化史を学ぶ。1914年（大正3年）、日本美術を研究するために来日するが、3か月後に第一次世界大戦が勃発したことから、ドイツ帝国の租借地だった中国・青島に召集され、日本軍と戦うことになってしまう。
青島陥落後は捕虜（日独戦ドイツ兵捕虜）として、東京俘虜収容所（浅草本願寺）、続いて習志野俘虜収容所に収容される。日本語が話せたため、通訳役を引き受けて収容所内の融和を図る一方、捕虜仲間のために日本語教室を開いている。また、旧知のフリッツ・ルンプやエミール・スクリバと共に、収容所内で日本文化の研究にいそしんだ。
大戦終結後は松山高等学校（旧制）でドイツ語を教え、この地の日本人女性と結婚した。東京に戻ってからは陸軍大学校や陸軍士官学校のドイツ語教官となる。太平洋戦争の後は日本医科大学や成蹊大学などの教壇に立つ一方、東京のOAG（ドイツ東洋文化研究協会）会長も務めた。
1959年（昭和34年）、日本政府から勲四等旭日小綬章を受章。1960年（昭和35年）、OAGで執務中、デスクに向かったまま死去し、多磨霊園に埋葬された。